# ماریه‌دال، اومیا
ماریه‌دال (به سوئدی: Mariedal) یک منطقهٔ مسکونی در سوئد است که در بخش اومیا واقع شده‌است.